# تشوانغ
شعب تشوانغ هم مجموعة عرقية متواجدة في كل من الصين وفيتنام.

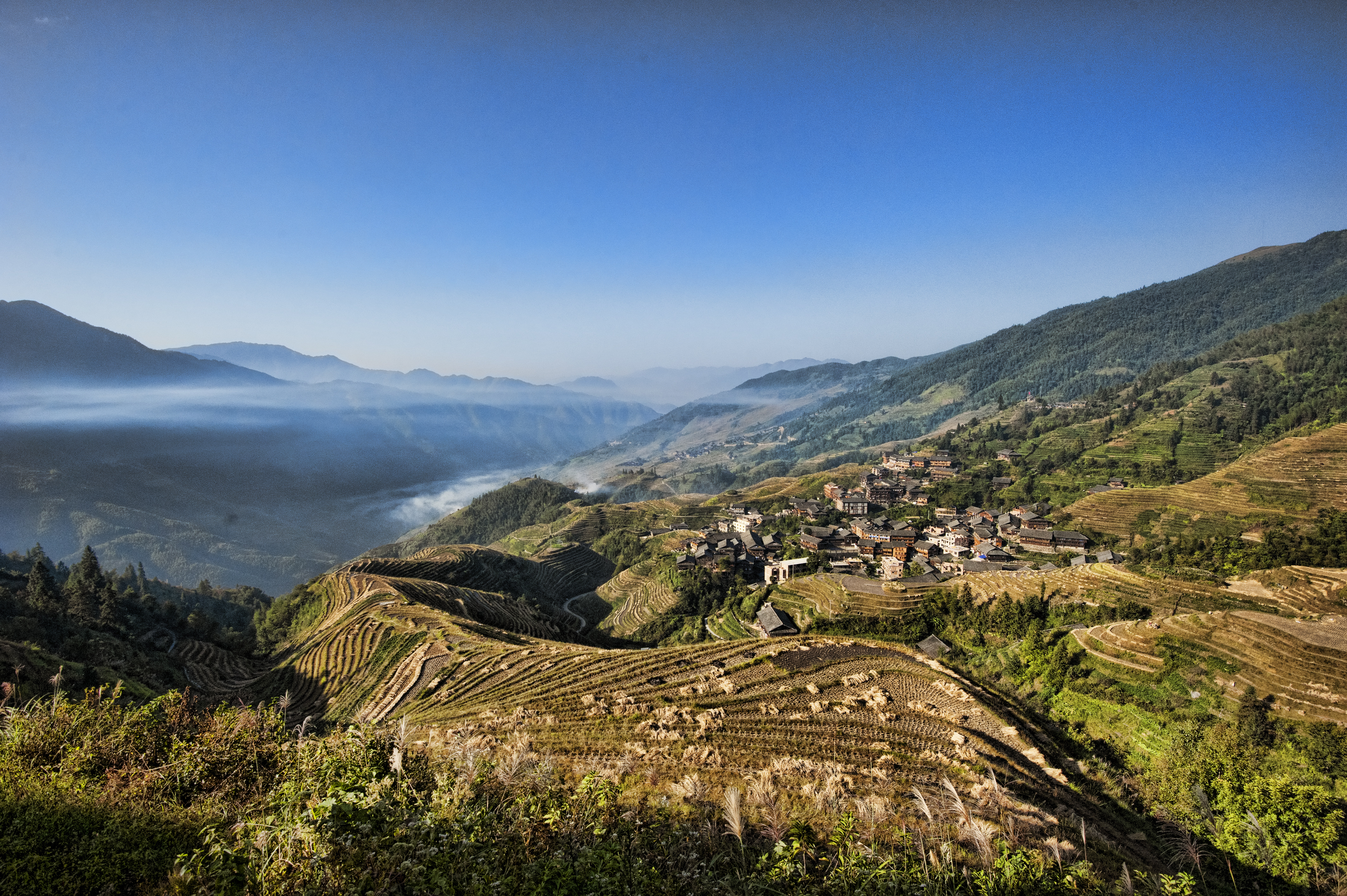
بينغ آن، وهي قرية تشوانغ في شرفة رايس نغشنغ